# Alf Sjölander
Alf Gustaf Sjölander, född 16 mars 1927 i Skänninge, död 26 februari 2020 i Härlanda distrikt, Göteborg, var en svensk fysiker. Han disputerade 1958 vid Uppsala universitet och var professor emeritus i statistisk fysik vid Institutionen för teoretisk fysik och mekanik på Chalmers. Han valdes in den 9 april 1975 som ledamot av Kungliga Vetenskapsakademin.